# Sabotage (videogioco)
Sabotage è un videogioco sparatutto a schermata fissa uscito nel 1981 per Apple II. Negli anni ha ispirato molti giochi simili, come Paratrooper, Paratroopers e Parachute.

## Modalità di gioco
Il giocatore controlla una torretta mitragliatrice, fissata su un basamento al centro del fondo dello schermo. La torretta può solo ruotare destra/sinistra (usando due tasti oppure la paddle) e sparare a ripetizione. Al di sopra sta il cielo, attraversato orizzontalmente da un flusso continuo di elicotteri nemici che sganciano numerosi paracadutisti che scendono verticalmente. Il giocatore può sparare sia agli elicotteri che ai paracadutisti, ma può colpire anche i paracadute, nel qual caso il paracadutista precipita e si sfracella a terra. In entrambi i casi il malcapitato si sbriciola come un biscotto.
Se almeno 4 paracadutisti riescono a raggiungere illesi il terreno dallo stesso lato rispetto alla torretta, il giocatore è sconfitto: gli ometti camminano verso il basamento della torretta, tre di essi formano una scaletta umana, e il quarto la sale raggiungendo la torretta e facendola esplodere (da cui il nome sabotage = sabotaggio).
Il giocatore ha la possibilità di eliminare i paracadutisti che hanno già raggiunto il terreno, prima che arrivino a 4: basta fargli precipitare esattamente in testa un altro paracadutista, sparando al paracadute, in tal modo si sfracellano entrambi.
Ogni tanto gli elicotteri cessano di arrivare e passano per breve tempo dei jet che sganciano bombe direttamente sulla torretta; le bombe possono essere colpite al volo ma se raggiungono la torretta, la distruggono immediatamente. La sconfitta è immediata anche nello sfortunato caso in cui un paracadutista atterri esattamente sul basamento della mitragliatrice.
Altre particolarità del gioco:
- I velivoli distrutti schizzano dei rottami che possono colpire e distruggere altri velivoli e paracadutisti nelle vicinanze
- Si può sparare a raffica senza limiti, ma sparare un colpo costa un punto. Scendere a zero punti non impedisce di sparare ancora, ma chi mira a fare un punteggio alto deve sparare con parsimonia.
- A inizio partita si può scegliere se si vogliono proiettili normali o orientabili (ma più lenti). I proiettili orientabili, anche dopo essere stati sparati, vengono guidati dal movimento della torretta, permettendo di affinare il tiro.